# The Dummy
"The Dummy" is een aflevering van de Amerikaanse televisieserie The Twilight Zone. Het scenario werd geschreven door Rod Serling, gebaseerd op een niet gepubliceerd verhaal van Lee Polk.

## Plot

### Opening
You're watching a ventriloquist named Jerry Etherson, a voice-thrower par excellence. His alter ego, sitting atop his lap, is a brash stick of kindling with the sobriquet 'Willy.' In a moment, Mr. Etherson and his knotty-pine partner will be booked in one of the out-of-the-way bistros, that small, dark, intimate place known as the Twilight Zone.
— Rod Serling

### Verhaal
Aan het begin van de aflevering is buikspreker Jerry Etherson druk bezig met zijn act, vergezelt door zijn pop Willie. Na zijn optreden gaat hij terug naar de kleedkamer en neemt gelijk een slok uit een fles die daar staat. Frank, Jerry’s agent, komt de kamer binnen en is bezorgd over het feit dat Jerry nog steeds drinkt. Jerry beweert tegenover zijn agent dat Willie leeft en hij aan zijn genade is overgeleverd. Frank gelooft hier uiteraard niets van en denkt dat Jimmy psychiatrische hulp nodig heeft.
Jerry besluit voor zijn volgende optreden een andere pop te gebruiken en sluit Willie op in een hutkoffer. Na het volgende optreden geeft Frank aan ermee te stoppen, maar Jerry zegt dat ze naar een andere stad moeten voor hun volgende optreden. Volgens Frank is wegvluchten geen optie: Jerry moet nu eens en voor altijd met zijn problemen en het waanidee dat Willie leeft afrekenen. Voor Jerry is dit echter niet simpel, want hij ziet overal Willies schaduw en hoort zijn stem.
Uiteindelijk wordt het Jerry te veel. Hij haalt de pop uit de hutkoffer en slaat hem kapot op de grond. Wanneer hij het licht aan doet, blijkt hij echter niet Willie maar de pop die hij voor toekomstige acts wilde gaan gebruiken te hebben gebroken. Wanneer hij iemand hoort lachen, kijkt Jerry om en ziet Willie op de stoel zitten. Geschokt vraagt Jerry zich af hoe dit mogelijk is, waarop Willie antwoordt dat Jerry hem zelf tot leven heeft gebracht.
De scène verplaatst zich vervolgens naar een ander theater, waar “Jerry en Willie” weer optreden. Wanneer de buikspreker het toneel op komt, ziet men dat Willie en Jerry van plek hebben geruild: Willie is nu de buikspreker en Jerry de pop.

### Slot
What's known in the parlance of the times as the old switcheroo, from boss to blockhead in a few uneasy lessons. And if you're given to nightclubbing on occasion, check this act. It's called Willie and Jerry, and they generally are booked into some of the clubs along the 'Gray Night Way' known as the Twilight Zone.
—  Rod Serling

## Rolverdeling
- Cliff Robertson: Jerry Etherson
- Frank Sutton: Frank
- George Murdock: Willie (als mens)
- John Harmon: Georgie
- Sandra Warner: Noreen
- Rudy Dolan: The M.C.
- Cliff Robertson: stem van Willie
- Ralph Manza: Doorman
- Bethelynn Grey: Chorus Girl
- Edy Williams: Chorus Girl

## Trivia
- Het verhaal van deze aflevering is geïnspireerd door de film Dead of Night, waarin een buikspreker denkt dat zijn pop tot leven komt.
- R. L. Stine's kippenvel-serie bevat een aantal verhalen over levende buikspreekpoppen.
- Abner Biberman regisseerde ook de aflevering "Number Twelve Looks Just Like You".
- Willie is te zien in de attractie "The Twilight Zone Tower of Terror".
- Een soortgelijke aflevering is Caesar and Me.